# UFC 240
UFC 240: Holloway vs. Edgar è stato un evento di arti marziali miste tenuto dalla Ultimate Fighting Championship il 27 luglio 2019 al Rogers Place di Edmonton in Canada.

## Risultati
|                                        | Divisione            |                     |                 |                       | Metodo                                      | Round           | Tempo           | Premio          |
| Card Principale                        | Card Principale      | Card Principale     | Card Principale | Card Principale       | Card Principale                             | Card Principale | Card Principale | Card Principale |
| -------------------------------------- | -------------------- | ------------------- | --------------- | --------------------- | ------------------------------------------- | --------------- | --------------- | --------------- |
| Sfida valida per il titolo di campione | Pesi piuma           | Max Holloway (c)    | batte           | Frankie Edgar         | Decisione unanime (50–45, 49–46, 48–47)     | 5               | 5:00            |                 |
|                                        | Pesi piuma femminili | Cristiane Justino   | batte           | Felicia Spencer       | Decisione unanime (30–27, 30–27, 30–27)     | 3               | 5:00            |                 |
|                                        | Pesi welter          | Geoff Neal          | batte           | Niko Price            | KO tecnico (pugni)                          | 1               | 2:39            | POTN            |
|                                        | Pesi leggeri         | Arman Tsarukyan     | batte           | Olivier Aubin-Mercier | Decisione unanime (29–28, 29–28, 29–28)     | 3               | 5:00            |                 |
|                                        | Pesi medi            | Krzysztof Jotko     | batte           | Marc-André Barriault  | Decisione non unanime (29–28, 28–29, 29–28) | 3               | 5:00            |                 |
| Card Preliminare (ESPN)                |                      |                     |                 |                       |                                             |                 |                 |                 |
|                                        | Pesi mosca femminili | Viviane Araújo      | batte           | Alexis Davis          | Decisione unanime (29–28, 29–28, 29–28)     | 3               | 5:00            |                 |
|                                        | Pesi piuma           | Hakeem Dawodu       | batte           | Yoshinori Horie       | KO tecnico(calcio alla testa)               | 3               | 4:09            | POTN            |
|                                        | Pesi piuma           | Gavin Tucker        | batte           | Seung Woo Choi        | Sottomissione (rear-naked choke)            | 3               | 3:17            |                 |
|                                        | Pesi mosca           | Deiveson Figueiredo | batte           | Alexandre Pantoja     | Decisione unanime (30–27, 30–27, 30–27)     | 3               | 5:00            | FOTN            |
| Card Preliminare (UFC Fight Pass)      |                      |                     |                 |                       |                                             |                 |                 |                 |
|                                        | Pesi mosca femminili | Gillian Robertson   | batte           | Sarah Frota           | KO tecnico (gomitata)                       | 2               | 4:13            |                 |
|                                        | Pesi welter          | Erik Koch           | batte           | Kyle Stewart          | Decisione unanime (30–27, 29–28, 29–28)     | 3               | 5:00            |                 |

## Premi
I lottatori premiati ricevettero un bonus di 50.000 dollari.
Legenda:
- FOTN: Fight of the Night (vengono premiati entrambi gli atleti per il miglior incontro dell'evento)
- POTN: Performance of the Night (viene premiato il vincitore per la migliore performance dell'evento)